# Earl Strom
Earl Strom (Pottstown, 15 dicembre 1927 – Pottstown, 10 luglio 1994) è stato un arbitro di pallacanestro statunitense, membro del Naismith Memorial Basketball Hall of Fame dal 1995.
Ha esordito in NBA nel 1957, dirigendo poi per altri 29 anni (per tre anni ha diretto in ABA). La sua ultima partita arbitrata è stata Detroit Pistons-Portland Trail Blazers, gara-4 delle NBA Finals 1990.
Ha diretto circa 2 400 incontri di stagione regolare NBA, e 295 di play-off. Ha preso parte a 7 NBA All-Star Game, e 29 finali tra NBA ed ABA.